# Leonida Schiona
Leonida Schiona (Orgiano, 1º marzo 1894 – Padova, 13 settembre 1984) è stato un aviatore italiano, primo uomo a sorvolare le Alpi per 1000 volte (ricevendo i complimenti di Mussolini e di Hitler). Nella sua carriera di pilota sorvolò le Alpi per 2500 volte e coprì oltre due milioni di km volati.. Il 1º novembre 1920 ottiene la patente provvisoria di abilitazione al pilotaggio di aerei "per servizi civili"..

## Biografia
Nasce ad Orgiano (Vicenza) il 1º marzo 1894 da Augusto, maestro di musica e primo violino di fila al teatro La Fenice di Venezia e da Amelia Montagner di Giovanni, casalinga.
Per motivi di lavoro nel 1897 la famiglia Schiona si trasferisce a Conselve (Padova) dove Leonida frequenta le elementari. Successivamente a Padova frequenta la Scuola Tecnica Industriale..

### 1914 - 1919
Chiamato alle armi nel 1914, fu assegnato alla 34ª batteria del secondo Reggimento Artiglieria di Montagna a Belluno.
A Cameri (Novara) presso "Aeroplani Gabardini-Officine e scuola di volo-Aerodromo Cameri" il 17 aprile 1916 ha conseguito il brevetto di pilota su apparecchio Gabardini 50 hp ed il 16 luglio 1916 ottiene il brevetto per pilotare il Farman 14.
Assegnato alla 34ª Squadriglia Farman a Valona (Albania) il 22 agosto 1916 viene abbattuto a Durazzo, riesce ad ammarare ma, inesperto del nuoto, viene aiutato dal suo osservatore il Capitano Franco Scarioni; entrambi sono tratti in salvo dal cacciatorpediniere Ardente. Viene quindi promosso sergente maggiore per meriti di guerra.
Dal 1º gennaio 1917 inizia a volare su apparecchi da caccia Nieuport 11 "Bebè" al campo scuola di Malpensa, poi a Pisa ad apprendere le tecniche di tiro in volo.
Nel giugno 1917 viene mandato al fronte di guerra isontino nella 84ª Squadriglia di Santa Maria la Longa dove il 14 luglio dopo aver sparato ad un aereo nemico su Duino lo vede andarsene planando. Alla ritirata di Caporetto, l'84ª Squadriglia a cui è in forza viene sciolta, è allora trasferito alla 78ª Squadriglia (Hanriot HD.1) del Gruppo Baracca.
Il 18 febbraio 1918 mentre scortava un apparecchio ricognitore venne attaccato nei pressi del Monte Lisser (provincia di Vicenza) da un aereo nemico che riuscì ad abbattere, in seguito a questa azione gli viene riconosciuta la medaglia d'argento al valor militare.

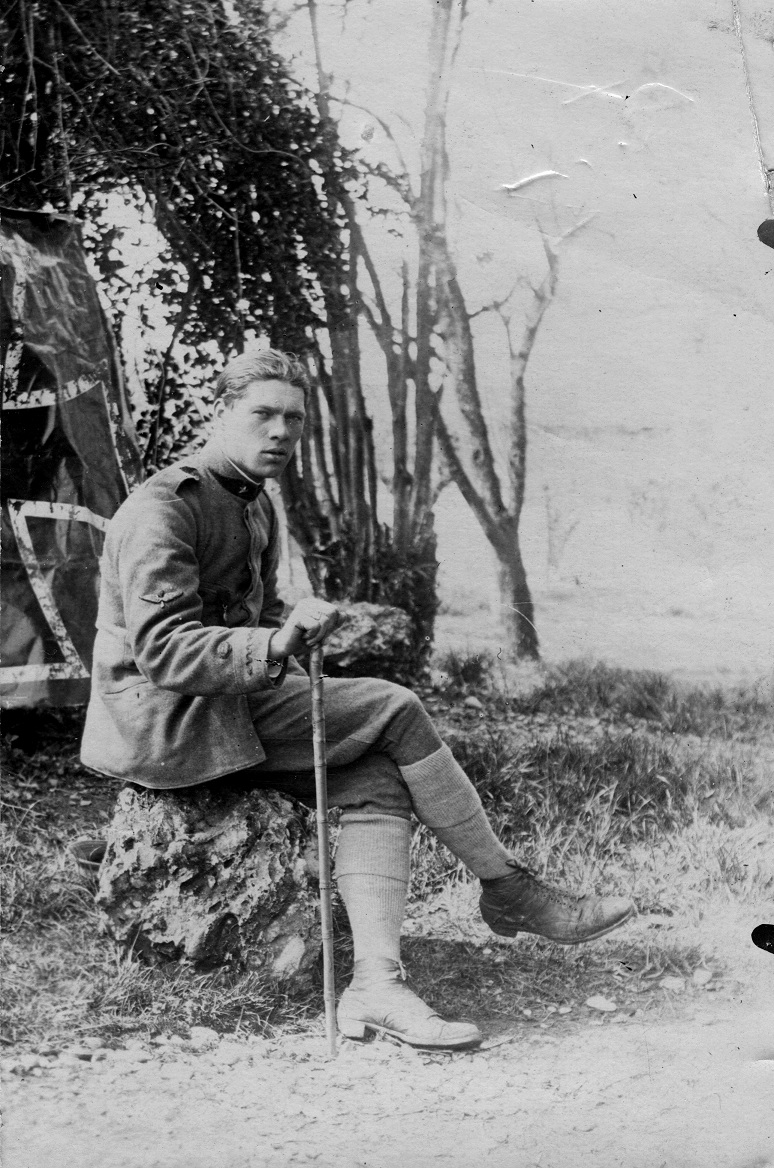
Il Sergente maggiore Leonida Schiona posa davanti all'insegna dell'aereo nemico abbattuto il 18 febbraio 1918

Il 15 giugno 1918 mentre sorvolava la zona del Montello assieme a Guglielmo Fornagiari, abbatteva un aereo nemico a Sernaglia della Battaglia (provincia di Treviso), in seguito a questa azione gli venne riconosciuta la sua seconda medaglia d'argento al valore militare.
Nel settembre 1919 venne congedato con la Croce di guerra al valor militare.

### 1920 - 1946
Il 1º novembre 1920 l'Ispettorato dell'Aeronautica militare del Ministero della Guerra concede a Leonida Schiona la patente provvisoria di abilitazione al pilotaggio di aerei "per servizi civili", che, di fatto, gli permette di diventare il "primo pilota civile italiano", o più precisamente primo pilota commerciale..
Con un Caudron 80 hp inizia i voli civili di trasporto passeggeri e propaganda, distrutto l'apparecchio per una perdita di carburante, acquista un Caudron 110 hp e fonda la Società I.N.C.A. (Incremento Navigazione Civile Aerea) continuando l'attività di trasporto passeggeri.
Durante il periodo 1921 - 1928 Schiona continua ad eseguire voli di allenamento ed addestramento su Caproni 300 hp e Caproni 450 hp al Campo di Vizzola Ticino (provincia di Varese)
Tra il 1926 ed il 1927 stabilisce la prima scuola di volo italiana nello Yemen.
Nel 1929 viene assunto dalla Società Anonima di Navigazione Aerea Transadriatica ed ai comandi di uno Junkers F 13 inizia a percorrere le rotte Venezia - Vienna, Venezia - Monaco, Venezia - Budapest. Il 24 marzo 1930 sorvola le Alpi per la prima volta.
Nel 1931 la Società Anonima di Navigazione Aerea Transadriatica passa alla Società Aerea Mediterranea che a sua volta viene assorbita dall'Ala Littoria
Dal 1933 al 1943, vola con la qualifica di Primo Comandante Pilota sotto l'Ala Littoria, con velivoli Junkers Ju 52 e Savoia-Marchetti,
Nel 1933 inaugura la rotta Roma - Venezia - Berlino;
In occasione dell'Anno Santo straordinario del 1933 viene scelto per la sua perizia di pilota per trasportare la Missione Vaticana da Roma a Gerusalemme. L'impresa viene effettuata su un Savoia-Marchetti S.71 della Società Aerea Mediterranea, a bordo il marchese Giulio Gavotti ed il console Ferrata, gran croce dell'Ordine del Santo Sepolcro, latore di un messaggio del Papa al Patriarca di Gerusalemme. Il volo, partito da Roma il 1º aprile 1933, fu il primo collegamento aereo Roma - Gerusalemme. Schiona viene per questo insignito del Cavalierato del Santo Sepolcro.

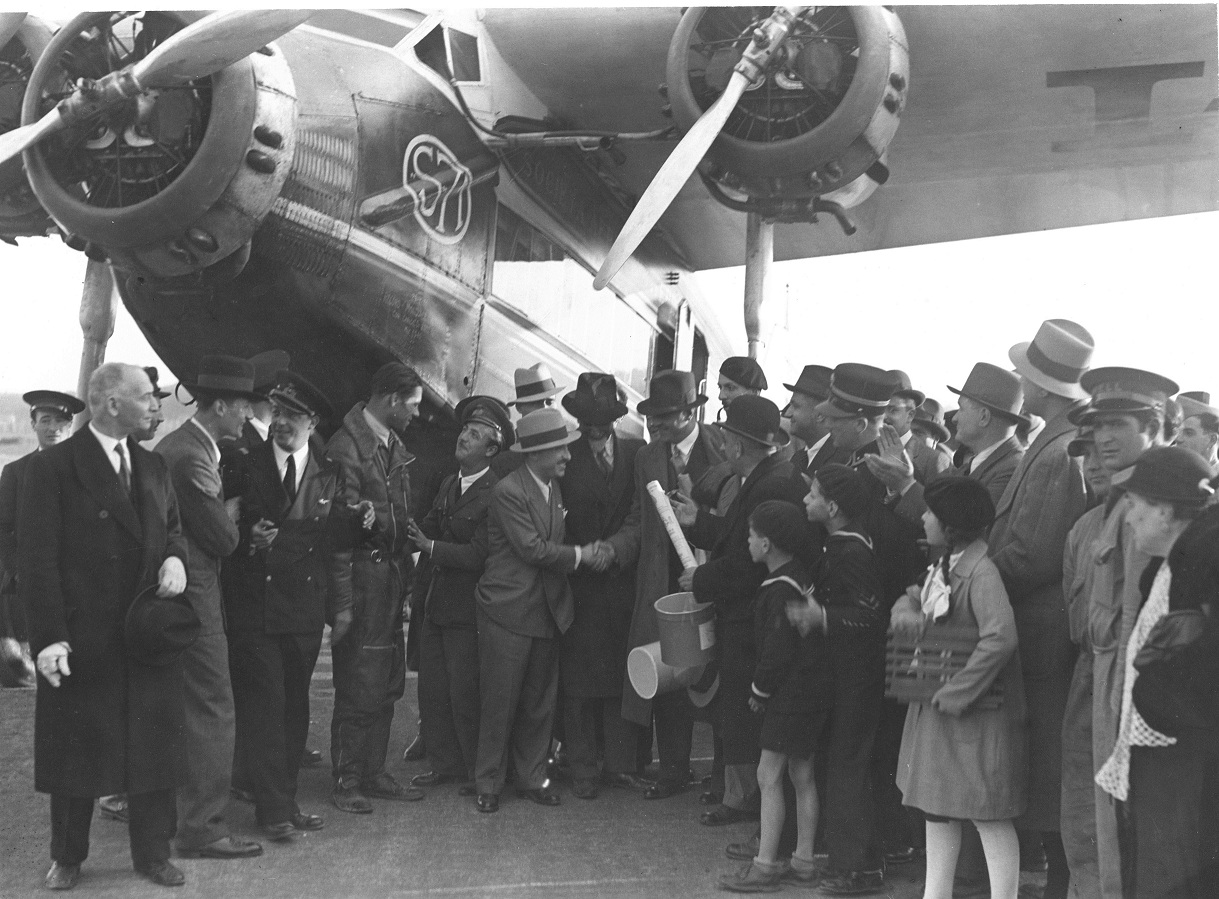
Il Comandante Leonida Schiona al ritorno dalla Missione in Terra Santa

Nel 1934 inaugura la rotta Roma - Venezia - Praga;
Nel 1935 inaugura la rotta Roma - Salonicco.
Il 13 maggio 1938 consegue, primo al mondo, il millesimo superamento delle Alpi, e viene festeggiato all'arrivo all'Aeroporto di Monaco di Baviera (rotta Roma - Monaco - Berlino) dai colleghi della Deutsche Luft Hansa.
Capo sezione della Reale Unione Nazionale Aeronautica di Padova, nel 1938.
Il 4 dicembre 1939 riesce a sopravvivere, pur gravemente ferito, all'incidente occorso nei pressi di Bayerisch Eisenstein, mentre sorvolava la Selva Boema ai comandi dello Ju 52/3mlu marche I-BAUS, uno degli Ju 52 rimotorizzato con i radiali Piaggio P.X R da 700 CV. Partito alle ore 13.00 da Monaco, lungo la rotta Monaco - Berlino incontrò una violenta bufera che, causando formazioni di ghiaccio sulle ali, lo costrinse a tentare un atterraggio di fortuna finito sulle cime degli alberi. Dei tredici occupanti del velivolo, nell'incidente risultarono incolumi solo due passeggeri, mentre sette fu il totale dei feriti, i quattro membri dell'equipaggio com.te Leonida Schiona, i secondi piloti Ugo Boscolo e Luigi Bruzzoni, il marconista Umberto Settimelli più tre passeggeri, e quattro deceduti (signori Zeller, Shultze, Gareis e Zorer).

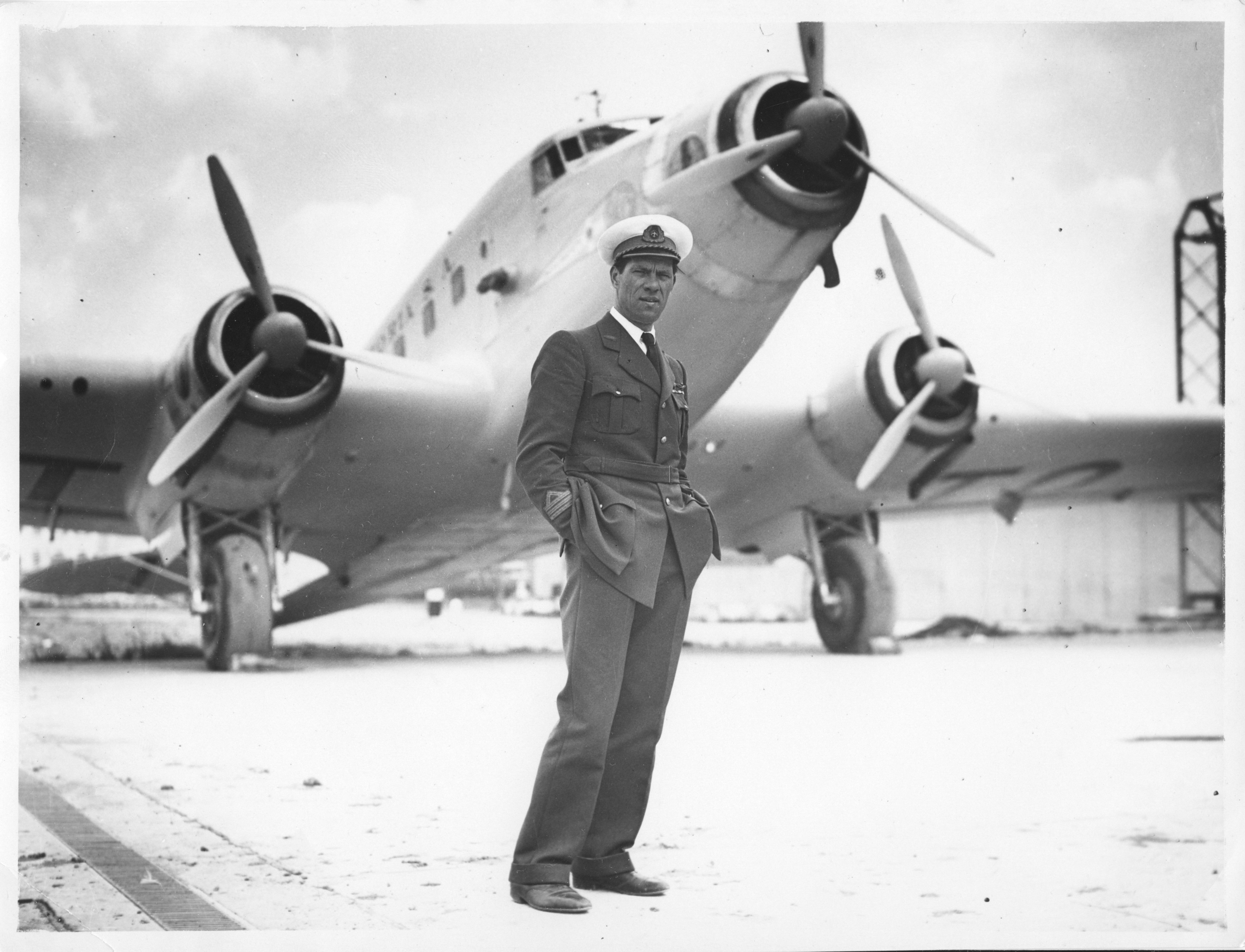
Il Comandante Leonida Schiona ai tempi dell'Ala Littoria su Savoia Marchetti

Dal settembre 1943 si trasferisce a Rovolon (provincia di Padova) con la famiglia per evitare i bombardamenti su Padova. Nell'aprile 1945 le truppe della tedesca Wehrmacht in ritirata si impossessano della sua dimora, minacciando rappresaglie sugli abitanti del paese, qualora i partigiani avessero intrapreso azioni di guerriglia. Leonida riesce, assieme al Dott. Fabris ed al Parroco Don Achille, a convincere uno dei capi partigiani a far rispettare una tregua fino alla partenza delle truppe tedesche in ritirata.

### 1947 - 1959
Nel 1947 con una flotta di cinque Douglas C-47, residuati bellici adeguati al trasporto civile, fonda la Società per la Navigazione Civile Aerea Transadriatica, di cui è Direttore Generale e Presidente. Quest'ultima Società viene assorbita dalla Ali Flotte Riunite nel 1949, della quale diventa Direttore d'esercizio. Infine nel 1959 la Ali Flotte Riunite confluisce nell'italo-statunitense Lai linee aeree italiane.
Nel 1959, con il grado di maggiore, Leonida Schiona termina ogni attività aviatoria per raggiunti limiti di età.
Muore nella sua abitazione a Padova, all'età di novant'anni, il 13 settembre 1984.

## Onorificenze

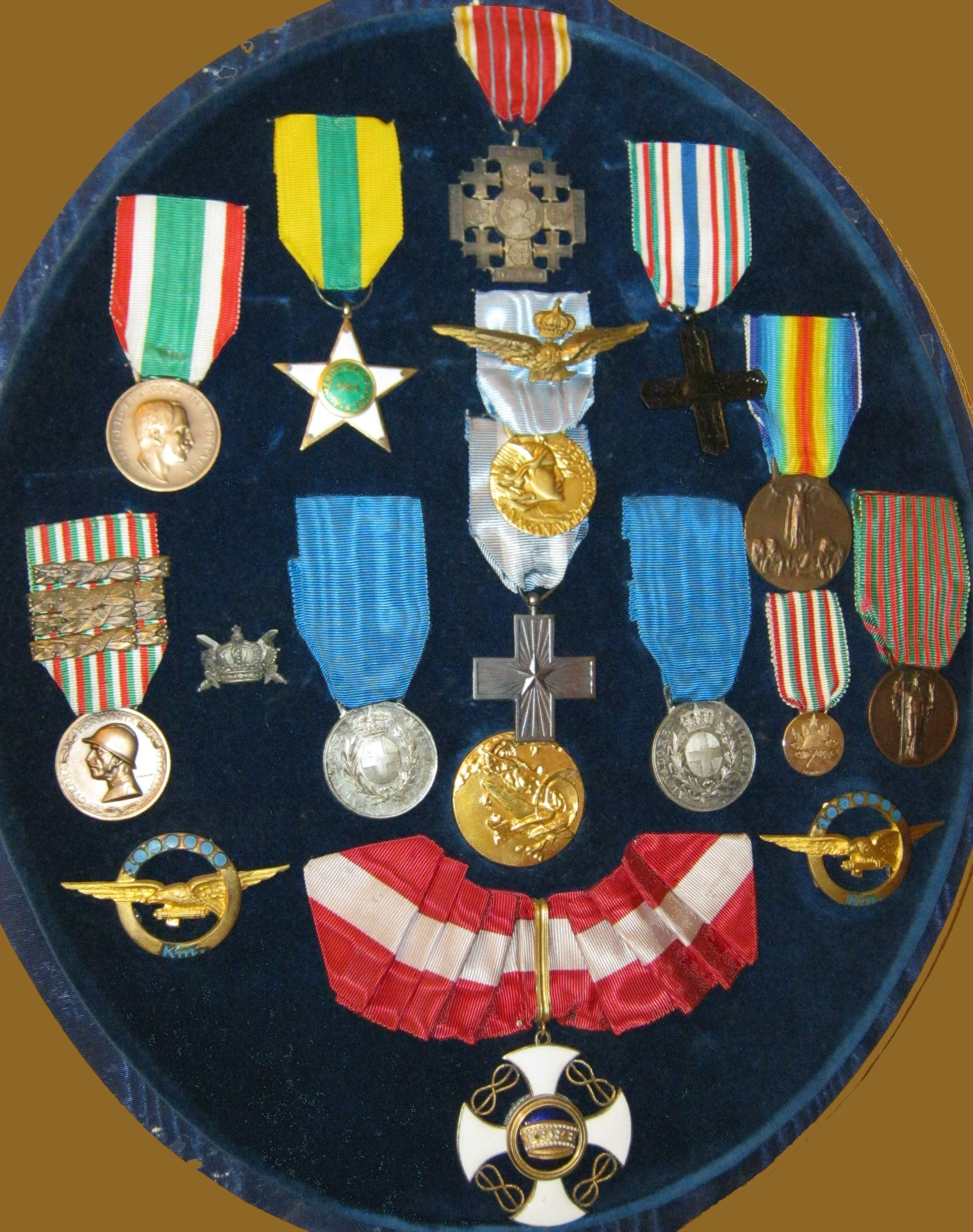
Medagliere di Leonida Schiona

- Nastro azzurro Istituto del Nastro Azzurro; Diploma n. 17671 del 26/12/1933
- Pioniere dell'Aviazione civile italiana.
- Avanzamento per meriti di guerra.
- Medaglia d'oro ai reduci della Prima Guerra mondiale.

### Stampa e periodici d'epoca
- Il Veneto, 5 gennaio 1921.
- Il Veneto, 11 novembre 1927.
- Il Veneto, 2 aprile 1933.
- Le vie dell'aria, 30 aprile 1933.
- Gli sports meccanici, Roma, 15 maggio 1933.
- Il Veneto, 15 novembre 1935.
- Il Veneto della sera, 30 settembre 1937.
- Il Veneto della sera, 30 maggio 1938.
- La Domenica del Corriere, anno 40, n. 25 del 19 giugno 1938.
- Le vie dell'aria, 19 novembre 1938.
- Il Popolo d'Italia, Roma, 5 dicembre 1939.
- Il Veneto, 6 dicembre 1939.
- Il Gazzettino, 27 aprile 1940.
- Le vie dell'aria, 4 maggio 1940.